# Будинок готелю «Австрія»
Готель «Австрія» — історичний будинок у місті Києві на вулиці Вокзальна 7.

## Історія
Триповерховий будинок початку XX ст., в якому ймовірно розміщувався готель «Австрія».
Наразі знаходиться частково на балансі КП «Київжитлоспецексплуатація», частково у приватній власності. Стоїть закинута. У 2019 році через тендер проводилася закупівля дверей і вікон.
Будинок не отримав охоронного статусу і знаходиться під ризиком знищення.

## Галерея

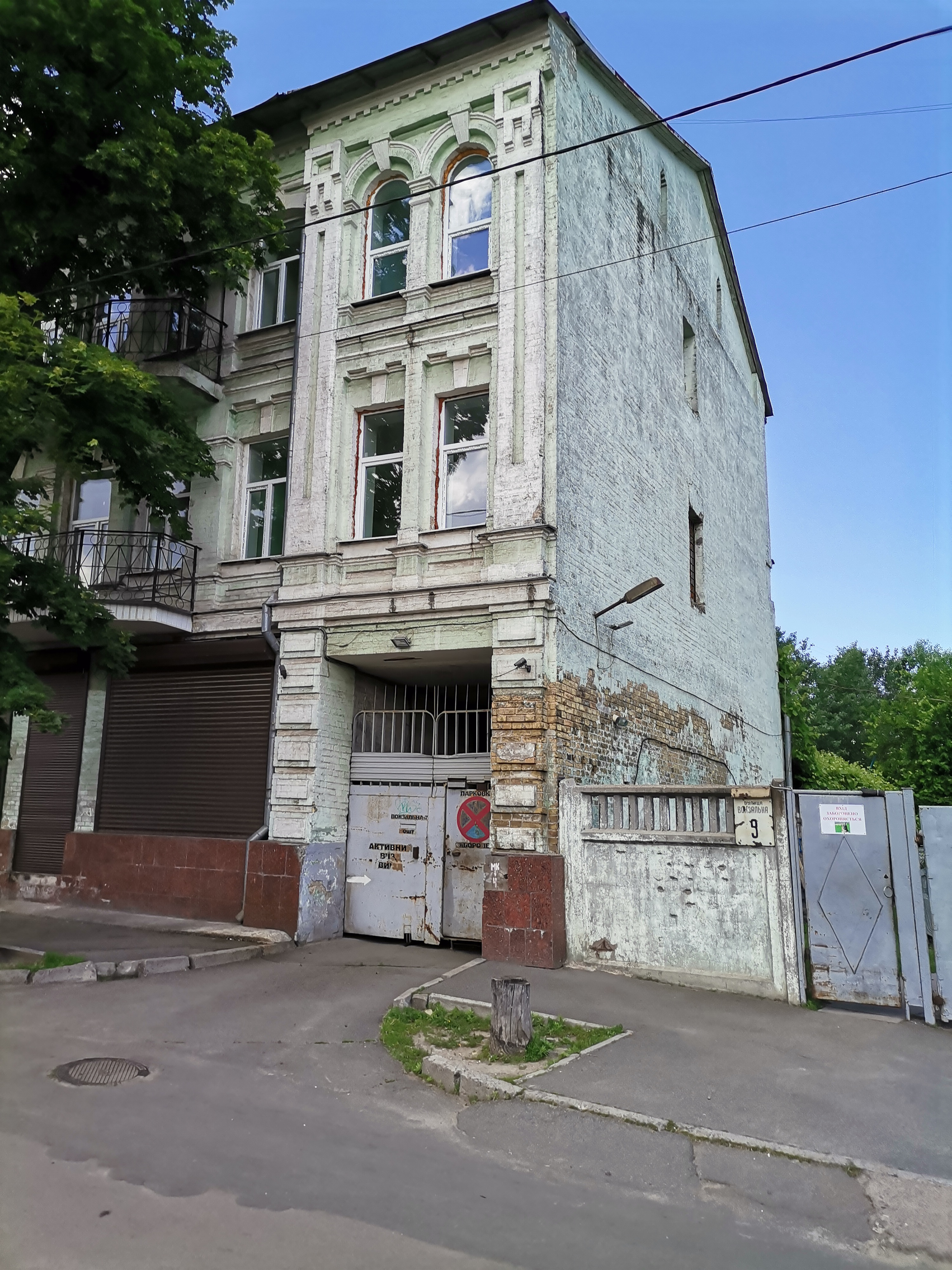
Вид будинку
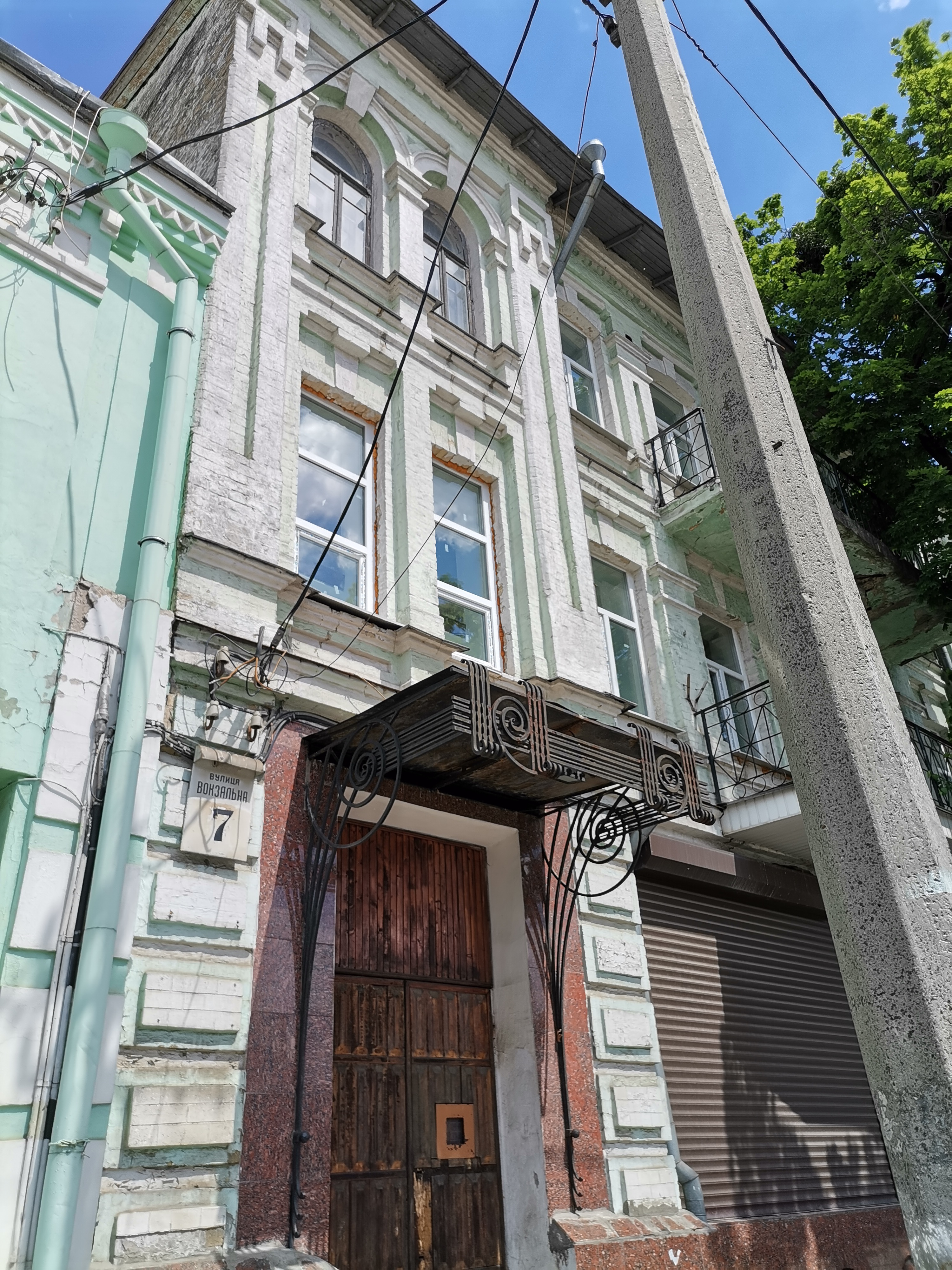
Вид будинку
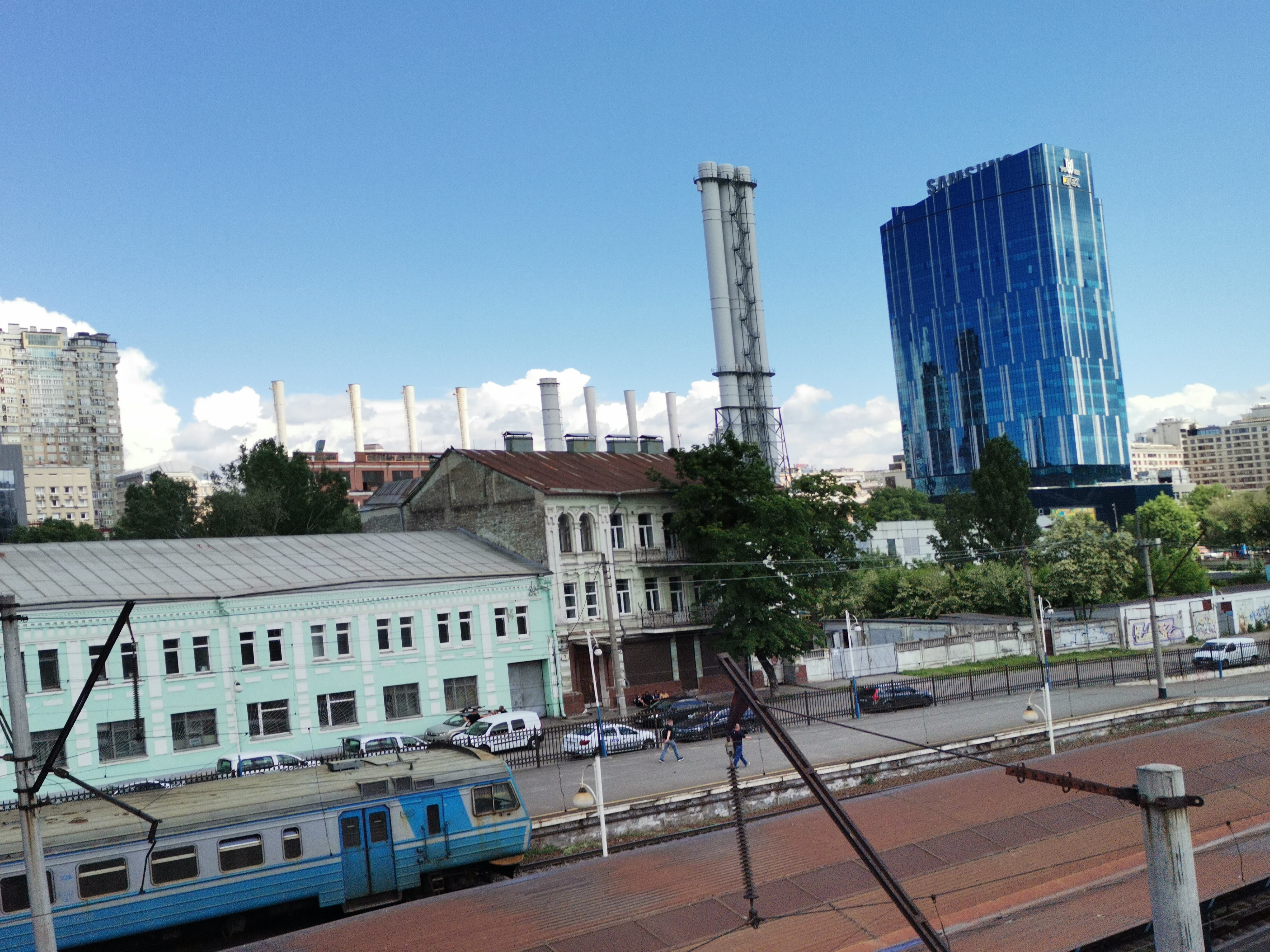
Будинок на панорамі міста
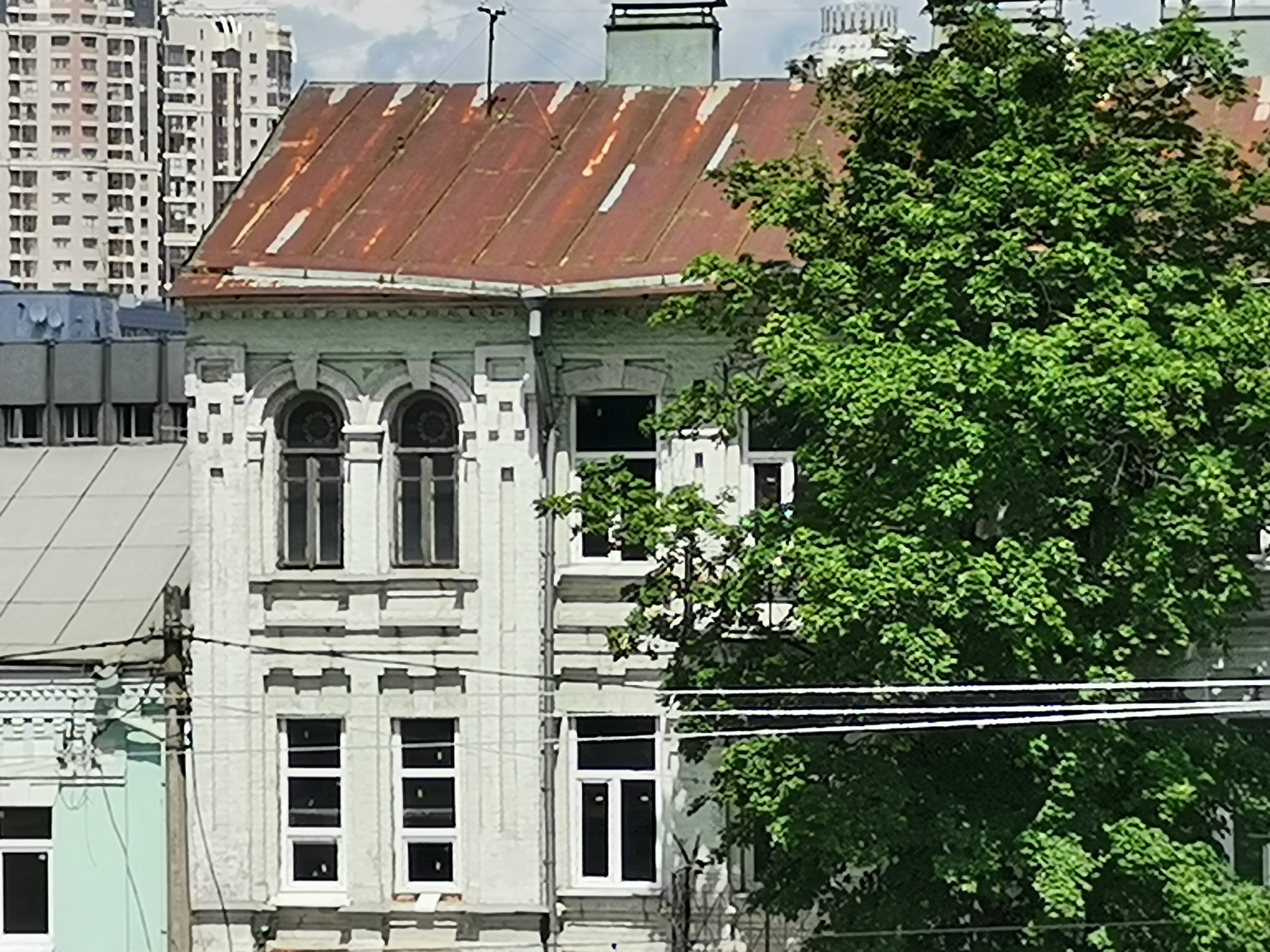
Декор вікон